# Sigompul
Sigompul is een bestuurslaag in het regentschap Humbang Hasundutan van de provincie Noord-Sumatra, Indonesië. Sigompul telt 1103 inwoners (volkstelling 2010).